# Helena Dambacher
Helena Dambacher (* 2000) aus Friedrichsdorf ist eine ehemalige deutsche Rollkunstläuferin.
Dambacher gewann 2015 bei den Jugendeuropameisterschaften im Rollkunstlauf in Italien den Europameistertitel in der Kombination aus Kür und Pflicht in der Kategorie „Kadetten“. Bereits im Jahr 2013 gewann sie den Meistertitel in ihrer Altersklasse in der südbadischen Stadt Weil am Rhein. Dambacher ist neunmalige deutsche Meisterin. Bekannt wurde sie vor allem durch ihren TV-Auftritt bei 5 gegen Jauch (RTL) am 3. März 2017.